# Димексид
Димексид (лат. Dimexidum; міжнародна та хімічна назви: диметилсульфоксид) — лікарський препарат, що застосовується місцево при суглобовому і м'язовому болях.
В медичну практику препарат димексид вперше було впроваджено на кафедрі фармацевтичної, органічної і біоорганічної хімії Львівського національного університету під керівництвом професора Миколи Туркевича.

## Основні фізико-хімічні властивості
безбарвна, прозора рідина зі специфічним запахом.

## Фармакологічні властивості
Фармакодинаміка. Диметилсульфоксид має особливість проникати через біологічні мембрани, включаючи шкіру, реалізуючи свої специфічні ефекти, до яких належить протизапальний, аналгетичний, антисептичний, фібринолітичний. Препарат також підсилює проникнення через неушкоджену шкіру лікарських засобів (транспортуюча здатність). Препарат є токсичним, залежно від концентрації.
Фармакокінетика. При аплікації розчину (90 %) димексиду на шкіру він виявляється у крові через 5 хв, досягаючи максимальної концентрації через 4-6 год із збереженням майже незміненого рівня протягом 1,5-3 доби.
Диметилсульфоксид виділяється із сечею і калом як у незміненому вигляді, так і у вигляді диметилсульфону.

## Показання для застосування
Лікування забиття, розтягнення зв’язок, запальних набряків, гнійних ран (які не очищуються або погано очищуються звичайними методами лікування), опіків, флегмони різної локалізації, гемартрозів, больового синдрому різної етіології (артрит, радикуліт, післяопераційні рани, невралгія трійчастого нерва), для консервації шкірних гомотрансплантатів, при гнійничкових захворюваннях шкіри.

## Спосіб застосування та дози
Дорослим і дітям старше 12 років Димексид призначають у вигляді водних розчинів, в основному 30-50 % концентрації, зовнішньо, у вигляді аплікацій та зрошень (промивань). У розчині димексиду необхідної концентрації змочують марлеві серветки і накладають їх на уражені ділянки 1 раз на добу на 20-30 хв. Поверх серветки накладається поліетиленова плівка та бавовняна чи лляна тканина. Аплікації роблять протягом 10-15 діб. Для шкіри обличчя та інших високочутливих ділянок застосовують 10-20-30 % розчин препарату. В шкірно-пластичній хірургії використовують пов’язки із застосуванням 20-30 % розчину Димексиду на уражені шкірні ділянки і ауто- та гомотрансплантати безпосередньо після операцій та протягом наступних діб післяопераційного періоду до стійкого приживлення трансплантату. Як консервувальне середовище для зберігання шкірних гомотрансплантатів застосовують 5 % розчин препарату. Менш концентрованими розчинами препарату роблять також промивання гнійно-некротичних і запальних ділянок і порожнин.

## Побічна дія
При застосуванні Димексиду можливі перехідна місцева реакція у вигляді легкого свербежу шкіри, іноді — висипання, порушення сну, запаморочення, сухість шкіри, еритема, контактний дерматит, нудота, блювання, бронхоспазм. 

## Протипоказання
Підвищена чутливість до диметилсульфоксиду. Виражені порушення функції печінки та/або нирок, стенокардія, коматозні стани, інфаркт міокарда, тяжкий ступінь атеросклерозу, різноманітні форми інсульту, глаукома, катаракта. Вагітність і період лактації. Діти до 12 років.
Передозування. При передозуванні можуть виникнути алергічні реакції (кропив’янка, набряк). У таких випадках застосування препарату слід припинити.
Особливості застосування. Перед застосуванням препарату необхідно визначити індивідуальну чутливість пацієнта до диметилсульфоксиду, здійснивши відповідну пробу. Для цього Димексид слід нанести на шкіру за допомогою змоченого в препараті ватного тампона. Виникнення почервоніння, вираженого свербежу свідчить про підвищену чутливість до препарату.

## Препарати з димексидом
Кеторол-гель
(1 г гелю містить 
кеторолака трометамину 20 мг, диметилсульфоксиду 150 мг)
Ремісид-гель
(1 г.гелю містить
німесуліду 10 мг)
Долобене гель 
(100 г.гелю містить 
гепарину натрію 50000 МО; диметилсульфоксиду 15 г; декспантенолу
2,5 г)[джерело?]

## Вплив на здатність керувати транспортними засобами і механізмами
У деяких пацієнтів при застосуванні Димексиду можуть виникнути запаморочення і адинамія, тому під час використання препарату їм краще утриматися від керування транспортними засобами і механізмами, а також виконувати роботи, що вимагають концентрації уваги.

## Взаємодія з іншими лікарськими засобами
Димексид підсилює дію етанолу (алкоголь гальмує виведення препарату) та інсуліну (при довготривалому застосуванні препарату здійснюють контроль рівня цукру у крові). Димексид підсилює дію ацетилсаліцилової кислоти, бутадіону, препаратів дигіталісу, хінідину, нітрогліцерину, антибіотиків (стрептоміцину, мономіцину та ін.), сенсибілізує організм до наркозу.